# Liguilla Pre-Libertadores 2000 (Chile)
La Liguilla Pre-Libertadores 2000 fue la 24ª versión de la Liguilla Pre-Libertadores, torneo clasificatorio para Copa Libertadores de América organizado por la Asociación Nacional de Fútbol Profesional, para definir el tercer representante chileno en la Copa Libertadores 2001.
Al igual que el torneo precedente de 1998, la competencia se desarrolló bajo el sistema de eliminación directa, pero en esta oportunidad en un partido único jugado en campo neutral y con gol de oro para definir los empates.
El equipo ganador de la Liguilla fue Deportes Concepción, que derrotó a Universidad Católica en el partido final con un gol de oro.

## Equipos participantes
| Equipo               | Vía de clasificación                                                  |
| -------------------- | --------------------------------------------------------------------- |
| Santiago Morning     | Subcampeón de la Copa Apertura 2000.                                  |
| Universidad Católica | Ganador primer tramo de la Primera División de Chile 2000.            |
| Audax Italiano       | Segundo lugar del segundo tramo de la Primera División de Chile 2000. |
| Deportes Concepción  | Ganador tercer tramo de la Primera División de Chile 2000.            |

## Desarrollo
Semifinales
| 19 de diciembre de 2000 | Santiago Morning | 1:2 (0:1) | Universidad Católica      | Estadio Nacional, Santiago                                |                                                           |
|                         | Ferrero 75'      |           | 38' Madrid · 55' Gorosito | Asistencia: 4.000 espectadores Árbitro(s): Carlos Chandía | Asistencia: 4.000 espectadores Árbitro(s): Carlos Chandía |

| 19 de diciembre de 2000 | Audax Italiano | 0:1 (0:0) | Deportes Concepción | Estadio Fiscal de Talca, Talca                           |                                                          |
|                         |                |           | 108' Vargas         | Asistencia: 1.390 espectadores Árbitro(s): Mario Sánchez | Asistencia: 1.390 espectadores Árbitro(s): Mario Sánchez |

Final
| 21 de diciembre de 2000 | Universidad Católica          | 2:3 (0:2) | Deportes Concepción           | Estadio Fiscal de Talca, Talca                        |                                                       |
|                         | Norambuena 76' · Brizuela 90' |           | 18', 29' Pozo · 97' Chavarría | Asistencia: 5.082 espectadores Árbitro(s): Guido Aros | Asistencia: 5.082 espectadores Árbitro(s): Guido Aros |

## Ganador
| Ganador Deportes Concepción Clasificado a la Copa Libertadores 2001 2.° título |